# Latonigena auricomus
Latonigena auricomus är en spindelart som beskrevs av Simon 1893. Latonigena auricomus ingår i släktet Latonigena och familjen plattbuksspindlar. Inga underarter finns listade i Catalogue of Life.